# Temanggung (Regierungsbezirk)

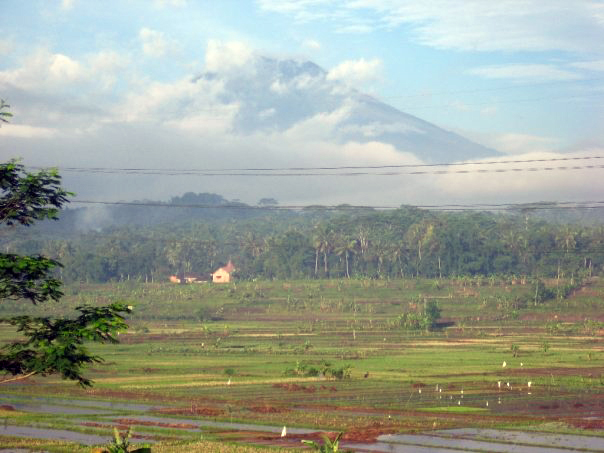
Reisfelder im Schatten eines Berges

Temanggung ist ein indonesischer Regierungsbezirk (Kabupaten) in der Provinz Jawa Tengah, im Zentrum der Insel Java. Stand 2020 leben hier circa 0,8 Millionen Menschen. Hauptstadt und Regierungssitz des Verwaltungsbezirks ist die Stadt Temanggung, etwa 45 südwestlich der Provinzhauptstadt Semarang gelegen.

## Geografie
Der Regierungsbezirk Temanggung erstreckt sich zwischen 7°14′ und 7°32′35″ s. Br. sowie zwischen 110°23′ und 110°46′30″ ö. L. Er liegt auf dem vulkanischen Dieng-Plateau mit einer durchschnittlichen Höhe zwischen 500 und 1450 Metern. Er ist landumschlossen. Die Vulkane Sundoro und Sumbing erheben sich an der südwestlichen Grenze zum Regierungsbezirk Wonosobo. Die anderen Nachbarn sind im Norden/Nordwesten Kendal, im Osten Semarang sowie im Süden Magelang.
Das wichtigste Entwässerungssystem ist der Fluss Progo mit seinen Nebenflüssen.

## Verwaltungsgliederung
Administrativ unterteilt sich Temanggung in 20 Distrikte (Kecamatan) mit 289 Dörfern. 23 von ihnen haben als Kelurahan einen städtischen Charakter.
| Code 1   | Kecamatan Distrikt | Ibu Kota Verwaltungssitz | Fläche (km²) | Einwohner Census 2010 2 | Volkszählung 2020 | Volkszählung 2020 | Volkszählung 2020 | Anzahl der | Anzahl der |
| Code 1   | Kecamatan Distrikt | Ibu Kota Verwaltungssitz | Fläche (km²) | Einwohner Census 2010 2 | Einwohner 3       | 0Dichte 40        | Sex Ratio 5       | Desa 6     | Kel. 7     |
| -------- | ------------------ | ------------------------ | ------------ | ----------------------- | ----------------- | ----------------- | ----------------- | ---------- | ---------- |
| 33.23.01 | Bulu               | Bulu                     | 43,04        | 44.068                  | 48.745            | 1.132,6           | 104,3             | 19         | –          |
| 33.23.02 | Tembarak           | Tembarak                 | 26,84        | 27.773                  | 31.227            | 1.163,5           | 103,5             | 13         | –          |
| 33.23.03 | Temanggung         | Jampirejo                | 33,39        | 76.037                  | 82.929            | 2.483,7           | 98,4              | 6          | 19         |
| 33.23.04 | Pringsurat         | Pringsurat               | 57,27        | 46.204                  | 52.209            | 911,6             | 99,9              | 14         | –          |
| 33.23.05 | Kaloran            | Kaloran                  | 63,92        | 39.749                  | 45.064            | 705,0             | 100,3             | 14         | –          |
| 33.23.06 | Kandangan          | Kandangan                | 78,36        | 45.998                  | 52.145            | 665,5             | 101,9             | 16         | –          |
| 33.23.07 | Kedu               | Kedu                     | 34,96        | 53.134                  | 59.147            | 1.691,9           | 102,4             | 14         | –          |
| 33.23.08 | Parakan            | Parakanwetan             | 22,23        | 49.024                  | 53.322            | 2.398,7           | 100,6             | 14         | 2          |
| 33.23.09 | Ngadirejo          | Ngadirejo                | 53,31        | 50.168                  | 56.142            | 1.053,1           | 102,1             | 19         | 1          |
| 33.23.10 | Jumo               | Jumo                     | 29,32        | 27.212                  | 29.837            | 1.017,6           | 100,9             | 13         | –          |
| 33.23.11 | Tretep             | Tretep                   | 33,65        | 19.051                  | 21.229            | 630,9             | 103,9             | 11         | –          |
| 33.23.12 | Candiroto          | Candiroto                | 59,94        | 29.554                  | 32.509            | 542,4             | 100,3             | 14         | –          |
| 33.23.13 | Kranggan           | Kranggan                 | 57,61        | 42.894                  | 49.212            | 854,2             | 98,6              | 12         | 1          |
| 33.23.14 | Tlogomulyo         | Tlogomulyo               | 24,84        | 21.198                  | 23.270            | 936,8             | 103,2             | 12         | –          |
| 33.23.15 | Selopampang000     | Selopampang              | 17,29        | 17.672                  | 20.244            | 1.170,9           | 96,9              | 12         | –          |
| 33.23.16 | Bansari            | Bansari                  | 22,54        | 21.583                  | 23.973            | 1.063,6           | 101,7             | 13         | –          |
| 33.23.17 | Kledung            | Kledung                  | 32,21        | 24.280                  | 27.652            | 858,5             | 103,2             | 13         | –          |
| 33.23.18 | Bejen              | Bejen                    | 68,84        | 18.837                  | 21.399            | 310,9             | 101,2             | 14         | –          |
| 33.23.19 | Wonoboyo           | Wonoboyo                 | 43,98        | 23.638                  | 26.401            | 600,3             | 102,9             | 13         | –          |
| 33.23.20 | Gemawang           | Gemawang                 | 67,11        | 30.472                  | 33.518            | 499,5             | 102,5             | 10         | –          |
| 33.23    | Kab: Temanggung    | Kab: Temanggung          | 870,65       | 708.546                 | 790.174           | 907,6             | 101,2             | 266        | 23         |

## Demographie
Zur Volkszählung im September 2020 lebten im Kabupaten Temanggung 790.174 Menschen, davon 392.723 Frauen (49,70 %) und 397.451 Männer. Gegenüber dem letzten Census (2010) sank der Frauenanteil um 0,08 Prozent. 69,59 % (549.861 Personen) gehörten 2020 zur erwerbsfähigen Bevölkerung; 22,01 % waren Kinder (bis 14 Jahre) und 8,41 % waren im Rentenalter (ab 65 Jahren).
Mitte 2022 bekannten sich 96,34 Prozent der Einwohner zum Islam, Christen waren mit 2,68 % (15.188 ev.-luth. / 6.273 röm.-kath.) vertreten, 0,93 % waren Buddhisten und 0,01 % Hindus. Zur gleichen Zeit waren von der Gesamtbevölkerung 39,29 % ledig; 54,28 % verheiratet; 1,88 % geschieden und 4,56 % verwitwet.

### Bevölkerungsentwicklung
| SP/SUPAS (Jahr)    | 1971         | 1980         | 1990         | 1995         | 2000         | 2005         | 2010         | 2015         | 2020         |
| ------------------ | ------------ | ------------ | ------------ | ------------ | ------------ | ------------ | ------------ | ------------ | ------------ |
| Kab. Temanggung000 | 471.637      | 556.343      | 616.758      | 634.128      | 665.470      | 687.901      | 708.546      | 745.244      | 790.174      |
| Anteil in %        | 2,16 %       | 2,19 %       | 2,16 %       | 2,03 %       | 2,24 %       | 2,12 %       | 1,94 %       | 2,21 %       | 2,15 %       |
| Jawa Tengah        | .21.877.081. | .25.372.889. | .28.521.692. | .31.223.258. | .29.653.266. | .32.382.657. | .36.516.035. | .33.753.023. | .36.742.501. |

| Rang unter den 29 Kabupaten der Provinz (06/2022) | Rang unter den 29 Kabupaten der Provinz (06/2022) |
| ------------------------------------------------- | ------------------------------------------------- |
| Fläche                                            | 00023                                             |
| Einwohnerzahl                                     | 00027                                             |
| Dichte                                            | 00020                                             |

- Bevölkerungsentwicklung des Kabupaten Temanggung von 1971 bis 2020
- Ergebnisse der Volkszählungen Nr. 3 bis 8 – Sensus Penduduk (SP)
- Ergebnisse von drei intercensalen Bevölkerungsübersichten (1995, 2005, 2015) – Survei Penduduk Antar Sensus (SUPAS)[6]